# ძ
Das Jil (ძ) ist der 28. Buchstabe des georgischen Alphabets. Der Buchstabe stellt den Laut [dz] dar und wird im Deutschen mit dem Digraphen ds transkribiert.
Heute wird im Mchedruli-Alphabet nur noch das ძ verwendet. Im historischen Chutsuri-Alphabet gab es noch den Großbuchstaben Ⴛ; das kleingeschriebene Pendant dazu war das ⴛ.
Es war dem Zahlenwert 3000 zugeordnet.

## Zeichenkodierung
Das Jil ist in Unicode an den Codepunkten U+10EB (Mchedruli) bzw. U+10BB (Chutsuri-Großbuchstabe) und U+2D1B (Chutsuri-Kleinbuchstabe) zu finden.